# 尼古拉·尼古拉耶维奇·伊万诺夫 (短跑运动员)
尼古拉·尼古拉耶维奇·伊万诺夫（羅馬化：Nikolay Nikolayevich Ivanov；1942年6月2日—）是俄罗斯短跑运动员。他参加了1968年夏季奥运会的男子200米比赛。他也曾参加过欧洲田径锦标赛和欧洲室内田径锦标赛并摘得奖牌。